# That Awkward Moment
That Awkward Moment (Brasil: Namoro ou Liberdade / Portugal: Aquele Estranho Momento) é um filme de comédia romântica, estrelado pelos atores Zac Efron, Miles Teller e Michael B. Jordan.

## Sinopse
Jason (Zac Efron), Daniel (Miles Teller) e Mikey (Michael B. Jordan) são grandes amigos, que estão o tempo todo juntos. Após descobrir a traição de sua esposa, Vera (Jessica Lucas), Mikey passa a morar no apartamento de Jason. Aproveitando a solteirice do amigo, o trio faz um pacto de pegar o maior número possível de mulheres e jamais ter um relacionamento sério. Entretanto, por mais que tente se envolver com outras mulheres, Mikey está decidido a reconquistar a esposa. Em uma ida ao bar, Jason conhece a bela Ellie (Imogen Poots) e, aos poucos, se vê cada vez mais ligado a ela. Já Daniel começa a sentir algo a mais pela amiga Chelsea (Mackenzie Davis).

## Elenco
- Zac Efron .... Jason
- Miles Teller ....  Daniel
- Michael B. Jordan .... Mikey
- Imogen Poots .... Ellie
- Jessica Lucas .... Vera
- Addison Timlin .... Alana
- Josh Pais ....  Fred
- Mackenzie Davis .... Chelsea
- Lola Glaudini .... Sharon
- Kate Simses .... Glasses